# 민들레차

민들레차, 민들레 커피, 단델리온 커피(dandelion coffee)는 민들레 식물의 뿌리로 만든 티잔이다. 볶은 민들레 뿌리 조각과 이 음료는 모양과 맛이 커피와 비슷하여 커피 대용품으로 널리 알려져 있다.

## 역사
민들레 식물의 사용은 고대 이집트, 그리스, 로마 시대로 거슬러 올라간다. 또한, 천 년 이상 중의학에도 민들레가 사용되어 온 것으로 알려져 있다.
수잔나 무디는 캐나다 생활에 대한 회고록인 『Roughing it in the Bush』(1852)에서 민들레 '커피'를 만드는 방법을 설명했는데, 그녀는 1830년대 뉴욕 앨비언에서 해리슨 박사가 발표한 기사를 통해 민들레 차에 대해 처음 들었다고 언급했다. 민들레 '커피'는 이후 1886년 하퍼스 뉴 먼슬리 매거진 기사에서 언급되었다. 1919년에는 민들레 뿌리가 값싼 '커피'의 공급원으로 언급되었다. 또한 민들레는 적어도 1970년대부터 식용 식물로 분류되어 왔다.

## 같이 보기
- 치커리